# Mamoru Nagano
Mamoru Nagano (永野護?, Nagano Mamoru; Kyōto, 21 gennaio 1960) è un fumettista, stilista, musicista, character e mecha designer giapponese.

## Biografia
Dopo la laurea presso l'Università Takushoku di Kyoto fa il suo debutto professionale nel mondo dell'animazione alla Sunrise nel 1984, lavorando con Yoshiyuki Tomino al mecha design della serie Jūsenki L-Gaim, e l'anno seguente a quello della serie Mobile Suit Z Gundam. Sempre nel 1985 crea il suo primo manga, Fool for the City, edito sulla rivista Newtype, e nel 1986 inizia a pubblicare la sua opera più importante, The Five Star Stories, ancora in corso di pubblicazione. Fonda inoltre l'azienda Toyspress, la quale gestisce i diritti di merchandise e di pubblicazione internazionale della maggior parte dei suoi lavori.
Fra i lavori successivi di Nagano ci sono il manga Brain Powerd, del cui adattamento animato ha curato il mecha design, e il design work della trilogia cinematografica di Z Gundam (A New Translation). Dal 2012 viene proiettato nelle sale cinematografiche giapponesi, a intervalli irregolari e solo su richiesta del pubblico, il film d'animazione Gothicmade, realizzato dallo studio d'animazione Automatic Flowers da lui presieduto e per il quale si è occupato di produzione, regia, sceneggiatura, character e mecha design.

## Stile
Artista eclettico e raffinato, oltre ai manga e all'animazione Mamoru Nagano spazia in vari campi, dalla musica alla moda.
Il lavoro di Nagano è stato decisamente innovativo nel campo del mecha design, in particolare del design di robot per via del suo stile molto personale e caratterizzato da linee curve, cuspidi, arti lunghi e sottili e placche metalliche che fuoriescono dalle armature come parti di un endoscheletro. Emblematici sono i robot di The Five Star Stories, sia la prima generazione chiamata "Mortar Headds" sia la seconda chiamata "Gothicmade" a seguito del retcon stabilito dal film omonimo, i "Grandchild" e i "Brain Powerd" dell'omonima serie, così come il "Quebeley" e lo "Hyaku-shiki" in Z Gundam.

## Opere principali

### Manga
- Fool for the City, 1985
- The Five Star Stories, 1986-in corso

### Anime
- Jūsenki L-Gaim, serie TV, 1984 - mecha design, character design
- Kidō senshi Z Gundam, serie TV, 1985 - mecha design
- Jūsenki L-Gaim, OAV, 1986 - mecha design
- Delpower X Bakuhatsu Miracle Genki!, OAV, 1986 - character design
- Faibusutā Monogatari, OAV, 1989 - soggetto originale, mecha design
- Brain Powerd, serie TV, 1998 - mecha design
- Kidō Senshi Z Gundam - Hoshi wo tsugu mono, film, 2004 - design work
- Kidō Senshi Z Gundam II - Koibitotachi, film, 2005 - design work
- Kidō Senshi Z Gundam III - Hoshi no kodō wa ai, film, 2006 - design work
- Gothicmade, film, 2012 - produzione, regia, sceneggiatura, character e mecha design

### Videogiochi
- Tekken 3, 1998 - disegno del costume speciale di Anna Williams
- Tekken 5, 2005 - disegno del costume speciale di Anna Williams